# Apomixie

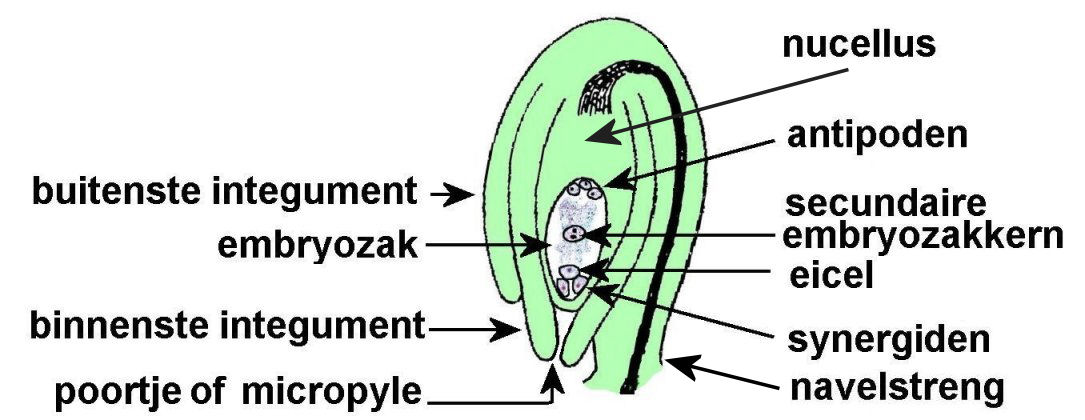
Zaadknop

Apomixie, ook vaak apomixis genoemd, is een verzamelnaam voor ongeslachtelijke voortplanting via zaad. Agamospermie valt onder de term apomixie. Geslachtelijke voortplanting wordt amfimixis genoemd.
Apomixie komt relatief vaak voor bij de bedektzadigen (Angiospermen) en varenachtigen (Pteridophyta), maar is tot nu toe niet gevonden bij de naaktzadigen (Gymnospermae). Het komt wijdverbreid voor in de  grassenfamilie (veldbeemdgras), rozenfamilie (braam en lijsterbes), composietenfamilie (duizendblad, streepzaad, havikskruid, paardenbloem) en wijnruitfamilie (citrus).
Vroeger viel viviparie ook onder het begrip apomixie.
Bij diplosporie deelt de embryozakmoedercel zich niet.
Bij aposporie vormt een somatische cel uit het weefsel rondom de embryozakmoedercel de eicel.
Bij dieren komt maagdelijke voortplanting (parthenogenese) voor.

## Agamospermie
De  zaadknop groeit uit tot een zaad zonder dat de eicel bevrucht is. 
De volgende vormen van agamospermie worden onderscheiden:
- Haploïde parthenogenese, waarbij de eicel onbevrucht uitgroeit tot een embryo. Het embryo is haploïd.
- Gametofytische apomixie
  - Bij diploïde parthenogenese met diplosporie, ontstaat een ongedeelde embryozakmoedercel, die zonder bevruchting uitgroeit tot een embryo. Het embryo is diploïd. Een voorbeeld hiervan is de paardenbloem.
  - Bij diploïde parthenogenese met aposporie groeit een cel uit het weefsel rondom de embryozakmoedercel zonder bevruchting van deze cel uit tot een embryo. Het embryo is diploïd. Een voorbeeld hiervan is veldbeemdgras (Poa pratensis).
- Androgenese ontstaat na een zogenaamde prikkelbevruchting. Bij androgenese ontstaat een embryo ook uit de embryozakmoedercel. De kern van de embryozakmoedercel is echter verdrongen door de kern van de stuifmeelkorrel of de kern van de spermacel. Het embryo is haploïd. Op deze manier planten de vaderplanten zich vegetatief voort, maar met het cytoplasma van de moeder. Ook in het cytoplasma zitten erfelijke factoren, zodat de nakomelingen niet geheel hetzelfde zijn als de vaderplanten.
- Semigamie. Zowel de eicel als de kern van de stuifmeelkorrel delen zich. Hierbij bestaat het embryo deels uit cellen met de kern van de moeder en deels uit cellen met de kern van de vader. Er is dus sprake van een chimaere structuur.
- Apogamie waarbij het embryo zich niet ontwikkelt uit de eicel, maar uit een van de synergiden of de secundaire embryozakkern:
  - Haploïde apogamie, waarbij er wel een eicel via meiose gevormd wordt, maar een synergide uitgroeit tot een embryo. Het embryo is haploïd.
  - Diploïde apogamie met diplosporie, waarbij er wel een ongedeelde embryozakmoedercel gevormd wordt, maar een synergide uitgroeit tot een embryo. Het embryo is diploïd.
  - Diploïde apogamie met aposporie, waarbij een cel uit het weefsel rondom de embryozakmoedercel uitgroeit tot een eicel, maar een synergide uitgroeit tot embryo. Het embryo is diploïd.
  - Diploïde apogamie, waarbij er wel een eicel via meiose gevormd wordt, maar de secundaire embryozakkern uitgroeit tot een embryo. Het embryo is diploïd.
  - Tetraploïde apogamie met diplosporie, waarbij er wel een ongedeelde embryozakmoedercel gevormd wordt, maar de tetraploïde secundaire embryozakkern uitgroeit tot een embryo. Het embryo is tetraploïd.
  - Tetraploïde apogamie met aposporie, waarbij een cel uit het weefsel rondom de embryozakmoedercel wel uitgroeit, maar de tetraploïde secundaire embryozakkern uitgroeit tot een embryo. Het embryo is tetraploïd.
- Adventieve embryovorming of sporofytische apomixie, waarbij een cel uit de nucellus of uit het binnenste integument (integumentum internum) uitgroeit tot een embryo. Het embryo is diploïd.

## Pseudogamie
Bij pseudogamie ontstaat een embryo ook uit de embryozakmoedercel, maar deze groeit pas uit na een zogenaamde prikkelbestuiving zonder dat bevruchting plaatsvindt. Het embryo is diploïd.